# Diocesi di Wuzhou
La diocesi di Wuzhou (in latino: Dioecesis Uceuvensis) è una sede della Chiesa cattolica in Cina suffraganea dell'arcidiocesi di Nanning. Nel 1950 contava 19.871 battezzati su 3.549.098 abitanti. La sede è vacante.

## Territorio
La diocesi comprende parte della regione autonoma cinese del Guangxi.
Sede vescovile è la città di Wuzhou.

## Storia
La missione sui iuris di Wuzhou fu eretta il 30 giugno 1930 con il breve Delegatus Apostolicus di papa Pio XI, ricavandone il territorio dal vicariato apostolico di Nanning (oggi arcidiocesi).
Il 10 gennaio 1933 la missione sui iuris in virtù del breve Omnes homines di papa Pio XI si estese ad altre sedici sottoprefetture civili, che erano appartenute al vicariato apostolico di Nanning.
Il 10 dicembre 1934 la missione sui iuris fu elevata al rango di prefettura apostolica con la bolla In sublimi Petri dello stesso papa Pio XI.
Il 9 febbraio 1938 cedette porzioni di territorio a vantaggio dell'erezione della prefettura apostolica di Guilin.
Il 20 luglio 1939 la prefettura apostolica fu elevata al rango di vicariato apostolico con la bolla Quaecumque fidei di papa Pio XII.
L'11 aprile 1946 il vicariato apostolico è stato elevato a diocesi con la bolla Quotidie Nos dello stesso papa Pio XII.
Dal 1999 il governo cinese ha preteso di riunire le quattro diocesi della regione autonoma di Guangxi (e cioè Nanning, Beihai, Guilin e Wuzhou) in una sola, rinominando la nuova circoscrizione ecclesiastica "diocesi di Guangxi".  Il vescovo "ufficiale" di Wuzhou, Benedict Cai Xiufeng, è stato posto a capo della nuova diocesi, che dal 2003 ha anche un vescovo coadiutore, Jean-Baptiste Tan Yanquan. Il 20 agosto 2007 è deceduto monsignor Cai Xiufeng.

## Cronotassi dei vescovi
Si omettono i periodi di sede vacante non superiori ai 2 anni o non storicamente accertati.
- Bernard Francis Mayer, M.M. † (30 ottobre 1931 - 20 luglio 1939 dimesso)
- Frederic Anthony Donaghy, M.M. † (20 luglio 1939 - 1983 ritirato)
  - Sede vacante

## Statistiche
La diocesi, al termine dell'anno 1950, su una popolazione di 3.549.098 persone contava 19.871 battezzati, corrispondenti allo 0,6% del totale.
| anno | popolazione | popolazione | popolazione | presbiteri | presbiteri | presbiteri | presbiteri                | diaconi | religiosi | religiosi | parrocchie |
| anno | battezzati  | totale      | %           | numero     | secolari   | regolari   | battezzati per presbitero | diaconi | uomini    | donne     | parrocchie |
| ---- | ----------- | ----------- | ----------- | ---------- | ---------- | ---------- | ------------------------- | ------- | --------- | --------- | ---------- |
| 1950 | 19.871      | 3.549.098   | 0,6         | 2          | 2          |            | 9.935                     |         |           | 17        | 17         |